# مینورو گندا
مینورو گندا (انگلیسی: Minoru Genda؛ زاده ۱۶ اوت ۱۹۰۴ درگذشته ۱۵ اوت ۱۹۸۹) یک خلبان اهل ژاپن بود.